# 機動武鬥傳G GUNDAM世界觀與設定
本列表是有關日本動畫《機動武鬥傳G GUNDAM》的世界觀與設定。

## 故事背景
在未來世紀（Future Century，F.C.）由於地球嚴重被污染，人類移往宇宙殖民星，建立了新香港、新中國、新日本、新美國等殖民星國。各國在地球雖然還存有領土，但已受到嚴重忽視。
為避免戰爭，各國決定以一場GUNDAM擂臺賽──GUNDAM武鬥（Gundam Fight）來决定各殖民星國對地球的统治權。比賽每四年一度，以地球為擂台，每個國家（殖民星）派出一位代表參賽，一對一以GUNDAM對戰，直至只有一名勝利者。勝利者所屬國家可獲得各殖民星國及地球管理權四年，直至另一個國家在下一次GUNDAM對決獲勝。
而活在地球上的居民，便要忍受在各國代表在對戰時所造成的破壞。
故事發生在未來世紀六十年開始，當時正開始第十三届GUNDAM擂臺賽。故事的主角，來自新日本的多蒙·卡修，為了追尋盜去以DG細胞三大理論（自我增殖、自我再生、自我進化）設計出來的惡魔鋼彈（デビルガンダム、Devil Gundam）的兄長，決定參加這一次的GUNDAM對決，故事就此展開。

## 登場人物

### 新日本
多蒙·卡修（聲優：關智一；香港：馮錦堂；台灣：夏治世）
新日本的鋼彈鬥士，使用的武術為流派東方不敗，幼年时拜東方不敗亞洲盟主为师學習武術。東方不敗亞洲天王取得12屆武鬥大會優勝後，便將洗牌同盟盟主的「紅心之王」（King of Heart）稱號傳給多蒙銷聲匿跡，而多蒙回到殖民地後得知自己的哥哥恭志偷走究極鋼彈（即後來的惡魔鋼彈），害死母親、令父親遭受冷凍極刑，而釋放父親的條件則是替新日本參加第13屆大會。為了報仇，隨身攜帶自己哥哥的相片。性格衝動易怒，容易忽視身邊人的感受並遷怒親近的人，实际上易害羞，不擅表达自己，正义感极强。
蕾茵·深村（聲優：天野由梨；香港：黃麗芳）
新日本的整備士與多蒙的搭擋，與多蒙是鄰居及青梅竹馬，擁有醫師執照。因為追捕惡魔鋼彈的關係，對DG細胞有一定程度的研究，可以治療DG細胞的輕度感染者。雖然不是武鬥家，但是必要時候會搭上鋼彈戰鬥，與多蒙有多種搭擋格鬥技。嫻熟弓術還有薙刀。
京二·卡修（聲優：堀秀行；香港：陳欣）
多蒙的追捕目標，惡魔鋼彈的駕駛員，被多蒙·卡修認為與父親合力開發究極鋼彈後將之占為己有，害死母親潛逃到地球上，讓父親受到冷凍極刑。在劇中不是瘋狂的大笑就是面無表情，身體的意識已經遭到惡魔鋼彈的操控，精神意識則是轉移到舒瓦茲身上。在圭亞那高地惡魔鋼彈第一次擊墜時受到重傷，大嶼山的戰鬥時與舒瓦茲、惡魔鋼彈同歸於盡。
雷藏·卡修（聲優：有本欽隆；香港：盧國權）
多蒙與恭志的父親，是個天才科學家，原本是以挽救地球殘存的大自然為基礎，開發出具有「自我再生、自我增值、自我進化」三大理論的究極鋼彈，卻被軍方以太過危險為由派兵奪取，而恭志在緊要關頭駕駛究極鋼彈逃出殖民地，火州博士因而被軍法判叛國罪，遭受永久冷凍極刑，釋放條件為多蒙取得13屆武鬥大會冠軍。
深村博士（聲優：清川元夢；香港：陳曙光）
蕾茵的父親，與卡遜一家是鄰居與世交，閃光鋼彈與神威鋼彈的開發者，研究DG細胞的權威。惡魔鋼彈逃離殖民地事件中與他有所牽扯，是事件真相中的核心人物。因被火州博士一眼就看出閃光鋼彈的缺點，加上卡遜博士開發出究極鋼彈性能遠勝閃光鋼彈，故對火州博士有很深的妒意。
石川 潤戶（聲優：飛田展男；香港：蘇強文）
新日本軍部少校，日本鋼彈武鬥的策劃人之一，在劇中主要目標為追捕惡魔鋼彈。在惡魔鋼彈逃離殖民地事件中傷到右臉，因此右臉戴著銀色的面具隱藏傷口。在劇末提到自己曾經是武鬥家，也曾作為新日本的鬥士參與過12屆鋼彈武鬥大會，但在決賽敗給東方不敗之後才發現，這世界的霸權是絕對的武力而不是格鬥，因而成為野心家。
卡拉特委員長（聲優：青森伸）
新日本鋼彈武鬥的總召集人，因迫切的想贏得鋼彈武鬥，時常精神上給予多蒙壓力。

### 新香港
黃潤發（聲優：橋本晃一；香港：林保全）
新香港首相，世界的最高權力者，擁有地球圈的實質統治權，與東方不敗合謀奪取惡魔鋼彈，但實際用途卻只是想拿惡魔鋼彈作稱霸世界。劇末被捲入笑傲江湖鋼彈與旭日鋼彈的戰鬥中險死，但又獲得DG細胞力量而成為笑傲江湖鋼彈的第二任駕駛員，不過很快被多蒙擊敗。
東方不敗亞洲盟主（聲優：秋元羊介；香港：招世亮）
新香港鬥士，第12屆大會冠軍，前任洗牌同盟盟主「紅心王」（King of Heart），自創流派東方不敗，同時也是多蒙的師父，武藝出神入化，能以布匹當武器摧毀一架MS。在第12屆大會上看到世界因為鋼彈武鬥而變成廢墟，認定了只要人類還存在於地球上地球就永遠無法再生，所以主動與惡魔鋼彈結盟，目的是利用惡魔鋼彈的力量來消滅人類讓地球再生，亦因此導致多蒙與其決裂。曾經單人重挫多蒙等人，唯有舒瓦茲能在短時間內招架他。雖然是敵對的身分，後來卻向多蒙傳授最強的絕學「石破天驚拳」。考量到多蒙的哥哥駒治因為惡魔鋼彈多次遭受攻擊而瀕臨死亡，所以計劃將多蒙成為新的惡魔鋼彈核心來重新啟動惡魔鋼彈。最後在大嶼山的決戰中被多蒙擊敗，臨死前向多蒙證明自己沒有感染DG細胞。
原名為修治．黒須，是第7屆新日本鬥士。後因放棄大賽而被祖國放逐。

### 新法國
喬治·迪·山德（聲優：山崎巧；香港：李錦綸）
新法國的鬥士，使用的武術是擊劍，操作鋼彈的時候主要武器是蔷薇感應炮，以騎士精神跟國家榮譽優先的紳士，是個美男子鬥士。曾一度被DG細胞感染，後得到洗牌同盟「鑽石騎士」（Jack in Diamond）的稱號，成為多蒙的同伴。自詡戰鬥風格華麗而優雅。
雷蒙特（聲優：岡和男；香港：張炳強）
喬治的管家，對喬治而言雖是僕人，卻如同親人般的存在。
瑪莉亞露絲（聲優：冬馬由美；香港：鄭麗麗）
新法國首相的女兒，有著一頭金色捲髮的嬌小少女，喬治宣誓效忠與保護的對象，對喬治有淡淡的情愫。

### 新中國
賽采之（聲優：山口勝平；香港：林丹鳳）
新中國的鬥士，使用的武術為少林寺拳法，被譽為天才的少年鬥士，意外的有怕幽靈的一面，武術雖然高強但是不喜歡修行，時常跟多蒙膩在一起。曾一度被DG細胞感染，後得到洗牌同盟「梅花王牌」（Clover Ace）的稱號，成為多蒙的同伴。除了武藝外還是中華料理能手，扮演廚師時自稱「竹林」。
瑞山（聲優：石森達幸）
少林寺的僧人，也是賽采之的師父，與慧雲搭擋。
惠雲（聲優：龜井三郎）
少林寺的僧人，也是賽采之的師父，與瑞山搭擋。

### 新俄羅斯
阿爾戈·高爾斯基（聲優：宇垣秀成；香港：盧國權）
新俄羅斯的鬥士同時也是西伯利亞監獄的受刑人，使用的武術是摔跤，擁有無匹力量的高大男子，性格沉默寡言、戰鬥沉穩內斂。過去是宇宙海盜，為了救出被拘禁的同伴而參賽，胸口有一個控制他行動的炸彈。曾一度被DG細胞感染，後得到洗牌同盟「黑色小丑」（Black Joker）的稱號，成為多蒙的同伴。
娜塔莎·薩比可夫（聲優：橫尾麻里；香港：黃鳳英）
長髮、戴眼鏡、手持教鞭的軍裝女性，是阿爾戈的搭擋，西伯利亞監獄的典獄官。雖然嚴厲又一絲不苟，但其實相當關心阿爾戈的狀況，也會因為阿爾戈受到中央不公平的對待而不平。

### 新美國
奇波迪·克洛凱特（聲優：大塚芳忠；香港：黎偉明；台灣：符爽）
新美國的鬥士，使用的武術是拳擊，武技跟個性一樣豪爽、痛快。自幼出身地球的紐約布魯克林，為了生存而練得一身打架的本事，因而被政府相中成為鋼彈鬥士，有著害怕小丑的心理創傷。曾一度被DG細胞感染，後得到洗牌同盟「葵扇皇后」（Queen the Spade）的稱號，成為多蒙的同伴。
邦妮、夏莉、凱絲、珍妮特（聲優：山崎和佳奈、松熊明子、荒木香惠、關根章惠）
貧民窟出身的不良少女團體，在偷渡前往宇宙殖民地的時候被海關抓到，但巧遇當時已負盛名的奇波迪，奇波迪以特權釋放她們並招募為自己的助手，對奇波迪忠心耿耿。四個人都對奇波迪有淡淡的情愫。

### 新德國
舒瓦茲·布魯德（聲優：堀秀行；香港：陳欣）
新德國的鬥士，使用的武術是日耳曼忍術，實力可與東方不敗亞洲天王匹敵的神秘蒙面鬥士，在多蒙戰鬥的過程中，總是不斷提點多蒙的缺點，使多蒙獲得成長。真實身分是多蒙的大哥恭志的複製人，利用原本已戰死的德國鬥士舒瓦茲的身分加上DG細胞複製而成，與惡魔鋼彈上的恭志異體同心，受本尊所託在大賽中保護多蒙。

### 新瑞典
阿蓮比·比亞茲莉（聲優：日高奈留美；香港：雷碧娜）
新瑞典的美少女鬥士，實戰以CQC與彩帶為主。實力與多蒙不相上下，在休賽時期經常黏著多蒙。在瑞典特殊開發的腦波控制係統：狂戰士系統發動下，能展現驚人的破壞力，但也成為自身被人控制的弱點。

### 新義大利
米基洛·查里奧特（聲優：津久井教生）
新義大利代表選手，優勝候補之一，雖是國家代表選手卻是為非作歹的飛車黨的老大，有著強勁的腿功。在開幕戰的時候被多蒙擊毀鋼彈頭部而喪失資格，卻在香港決賽的時候因首相的特權又再度參賽，並成為東方不敗的手下。天劍絕刀高達的駕駛者，最後在大嶼山的決戰中被蔡采施用槍刺穿駕駛倉爆炸死亡。

### 新英國
捷恩特·查普曼（聲優：中田和宏；香港：林保全）
新英國的代表選手，曾是蟬聯三屆大會冠軍的武豪，一度隱退之後又復出參賽，希望在大會結束後與妻子一起移民火星。戰鬥以高出力的步槍作精準的狙殺，善使刺槍術，與多蒙一戰時因服用大量興奮劑使身體無法承受，被打敗後在新香港又再度參賽，並成為獅王爭霸鋼彈的駕駛者。最後在大嶼山的決戰中被奇波迪以蔷薇感應炮作子彈擊中駕駛倉爆炸死亡。

### 新加拿大
葛拉漢（聲優：菅原正志；香港：張炳強）
新加拿大的鬥士，善使雙斧，與阿爾戈一樣也是摔角武技的佼佼者。因認定當年阿爾戈的海賊船衝撞自己駐守的太空站並非意外，所以對阿爾戈抱有復仇的執念，實際情況卻是新加拿大的宇宙軍為了緝拿阿爾戈罔顧人命朝太空站開火，阿爾戈則是太空站即將爆炸的時候冒險搶救葛拉漢夫婦，卻來不及救回葛拉漢妻子，因此阿爾戈對葛拉漢也懷有歉疚。

### 前洗牌同盟
東方不敗亞洲天王
見#新香港
馬克斯·班茲（聲優：松尾銀三）
以中東裝束出現，前任的葵扇皇后，與奇波迪一樣是個用拳的高手，在淨化奇波迪身上的DG細胞後死去，葵扇皇后稱號傳給奇波迪。
第7屆新美國鬥士。後因放棄大賽而被祖國放逐。
納修斯·基爾夏（聲優：稻葉實）
以咬菸斗的老紳士的形象出現，前任鑽石騎士，與喬治同是用劍高手，在淨化喬治身上的DG細胞後死去，將鑽石騎士稱號傳給喬治。
第7屆新法國鬥士。後因放棄大賽而被祖國放逐。
艾倫·李（聲優：有本欽隆）
以印度僧侶的形象出現，前任梅花王牌，與賽采之同是拳法高手，在淨化賽采之身上的DG細胞後死去，將梅花王牌的稱號傳給賽采之。
第7屆新中國鬥士。後因放棄大賽而被祖國放逐。
特麗斯·斯雷格伊雷夫（聲優：水谷優子）
以吉普賽女性的形象出現，前任黑色小丑，洗牌同盟唯一的女性，在東方不敗投效惡魔鋼彈後追捕東方不敗，使用鎖鏈的高手。在淨化阿爾戈身上的DG細胞後死去，將黑色小丑的稱號傳給阿爾戈。
第7屆新俄羅斯鬥士。後因放棄大賽而被祖國放逐。

## 登場機體
| 鋼彈                                         | 代表國                          | 備註 |
| 閃光鋼彈 シャイニングガンダム Shining Gundam | 新日本 Neo Japan ネオジャパン   | 新日本MF，駕駛員為多蒙·卡修，新任的KING OF HEART 擁有平衡的攻防能力以及出色的近戰技能，必殺技為針對擊毀頭部的「閃光掌」。 在駕駛情緒激昂（或明靜止水狀態）的狀態下，可以發動「超級模式」（SUPER MODE）大幅提高機體的出力，同時也可以用閃光掌充能，成為巨大的光束劍。 為了彌補遠端牽制能力的不足，機體配備有頭部機砲、腕部護甲中的光束加農砲，肩部裝甲上也各隱藏兩門機關砲。 本機在決勝大會前遭盟主高達擊毀，機體殘骸遺留在圭亞那高地。 造型設計上參考的是日本武士。 初登場為第1集。 |
| 神威鋼彈 ゴッドガンダム God Gundam           | 新日本 Neo Japan ネオジャパン   | 駕駛員同為多門·火州，為其二代駕駛機體 ，新日本為GUNDAM武鬥決賽製作的機體，所有武裝和特性全部繼承自閃光高達，於閃光高達被東方不敗擊毀後換乘。 繼承閃光高達的能力，有類似的必殺技「爆熱神威掌」跟閃光高達「超級模式」同為強化能力的「超越模式」（HYPER MODE）。 跟閃光高達一樣遠程攻擊牽制能力不足，因此除了頭部火神砲外，肩部也有兩挺巨型口徑的火神砲，作為駕駛的輔助武器。 造型設計上，參考的是天照大神、素戔嗚尊跟大日如來。                                                       |
| 旭日鋼彈 ライジングガンダム Rising Gundam    | 新日本 Neo Japan ネオジャパン   | 本是宇留部少校的座機，後為蕾茵駕駛， 是閃光高達的兄弟機，武裝以薙刀、光束弓為主，外型與閃光鋼彈一樣。 參考的是日本武士。 |
| 巨星鋼彈 ガンダムマックスター Gundam Maxter  | 新美國 Neo America ネオアメリカ | 駕駛員為奇波迪·克洛凱特，新任的QUEEN THE SPADE 主要武器為拳套，也可以將肩甲裝在手臂上，成為更大型的拳套提高出力跟速度。 雖然是為拳擊開發的機體，但是配帶兩門巨型口徑麥林手槍彌補遠程攻擊的不足，胸甲拆卸下來之後能更加提升機體的敏捷度。 機體的設計參照的是拳擊手以及橄欖球員為藍本。 初登場為第2集。 |
| 天龍鋼彈 ドラゴンガンダム Dragon Gundam      | 新中國 Neo China ネオチャイナ   | 駕駛員為賽采之，新任的CLUB ACE 新中國的技術結晶，完全的格鬥機體。 背部與肩部隱藏有組合式的長棍，某些場合可以化作長槍、光束旗幟使用，是飛龍高達主要近戰武器。 此外，雙手可以變化成伸縮式的「神龍爪」，對遠、中距離的敵人進行不意打，同時也能噴發出高熱的「龍牙炎」燃燒敵人。 巨大、修長的腿部更表明少林寺的天才少年，腿上功夫十分了得。 造型設計上類似戲曲的長靠武生。 初登場為第3集。 也常許多人將飛龍鋼彈與天龍鋼彈搞混，實際為兩架不同機體，詳見飛龍鋼彈。                        |
| 薔薇鋼彈 ガンダムローズ Gundam Rose          | 新法國 Neo France ネオフランス  | 駕駛員為喬治·迪·山德，新任的JACK IN DIAMOND 有著披肩造型的肩甲，內藏大量精神感應砲：「蔷薇子機」，主要武器是光束劍，但是大多數時候還是以精神感應砲作為必殺技。 造型設計上參考的是18世紀的軍服，與法國龍騎兵。 初登場為第4集。 |
| 雷霆鋼彈 ボルトガンダム Bolt Gundam          | 新俄羅斯 Neo Russia ネオロシア  | 駕駛員為阿爾戈·高爾斯基，新任的BLACK JOKER，新俄羅斯蒐集其他國家的技術，開發出來號稱最強的高達，擁有所有機體中最高的出力跟最厚的裝甲，但同時也造成行動遲緩。為了彌補速度上的不足，主要武器為中距離的鏈枷流星錘，還有頭部的火神砲，但是近距離極高出力的格鬥戰與摔跤技才是該機體的特長。 設計模版為蘇聯軍人。 初登場為第5集。 |
| 明鏡鋼彈 ガンダムシュピーゲル Gundam Spiegel | 新德國 Neo Germany ネオドイツ   | 新德國MF，駕駛員為舒瓦茲·布魯德 ，又翻忍者鋼彈，手部的兩柄鏡刃表明其是完全的近戰用機，手腕內藏有苦無跟光束網，機體的強悍完全依賴駕駛員的操作。造型設計參考第二次世界大戰中，德軍軍官的制服，或是蓋世太保的制服。出自德國明鏡週刊。 |

尼祿鋼彈（Neros Gundam）
新意大利MF，多蒙在動畫中首個打敗的角色，後來感染DG細胞後成為天劍絕刀鋼彈。造型設計參考的是飛車黨。
諾貝爾鋼彈（Nobell Gundam）
新瑞典MF，駕駛員為阿蓮比·比亞茲利
表面上是水手服女性型MF，實際上裝置令駕駛員失控，從而將破壞力推向極致的「狂暴系統」，特徵為全機通紅，「頭髮」會變得蓬鬆，實際上「頭髮」是軟質散熱片，狂暴型態發動時，為了將機體過剩熱能排出而散開，形成頭髮飛舞外觀。外型參考的是日本動漫作品《美少女戰士》中的角色：愛野美奈子。
武器﹕光束呼拉圈、光束絲帶、機關炮
不列顛鋼彈（Britain Gundam）
新英國MF
新英國為在F.C.0040年舉辦的第九屆機動武鬥大會而專門開發的MF，並最終獲得該屆機動武鬥大會的冠軍。駕駛員為捷恩特·查普曼。其後，在第十屆和第十一屆機動武鬥大會上，本機兩度蟬聯了冠軍。
皇家鋼彈（Johnbull Gundam）
新英國MF，駕駛員為捷恩特·查普曼
不列顛鋼彈的後續機，以狙擊槍為裝備，曾為三屆鋼彈格鬥大賽冠軍。後來感染DG細胞，成為獅王爭霸鋼彈。Johnbull是對英國人的一種稱呼，因此本機也可稱為「英國佬鋼彈」。造型上參考的是英國憲兵。
卡星鋼彈（Casshing Gundam）
無人機試作型MS
駕駛GF13-003NEL 皇家鋼彈的新英國選手捷恩特·查普曼的妻子瑪儂所控制的量產型遠距離操控無人MS。雖然裝備了光束步槍，但機體的性能還是很低。不過由於施加了與GF13-003NEL 皇家鋼彈類似的塗裝，從而使查普曼得以在霧中擾亂對手，並數度獲得了勝利。
飛龍鋼彈（Feilong Gundam）
新中國試用型MF
本機是新中國為在F.C.0020年舉辦的第四屆機動武鬥大會而專門開發的MF，並最終獲得該屆機動武鬥大會的冠軍。駕駛員為賽飛龍，他也是第十三屆機動武鬥大會新中國參賽選手賽采之的祖父。
斑馬鋼彈（Zebra Gundam）
新肯亚MF，鋼彈武鬥決賽登場
駕駛員為孔塔·姆·恩多爾，裝備長矛、盾牌有著班馬紋圖裝的機體，造型參考的是肯亞土著。
伐木鋼彈／雙斧鋼彈（Lumber Gundam）
新加拿大MF
持雙斧的重裝鋼彈，造型粗曠、巨大。新加拿大為第十三屆機動武鬥大會專門開發的MF，也是一台力量型的MF。機體雙腕裝備了鋸木斧，擅長接近戰。駕駛員安德留·格拉漢姆本是員警，為了向新俄國代表阿爾戈·加爾斯基報殺妻之仇而參加了比賽，戰鬥中復仇的憎恨更是使機體的性能得以提高。
小丑鋼彈（Jester Gundam）
新葡萄牙MF，鋼彈武鬥決賽登場
駕駛員為羅馬里歐·莫尼，以小丑造型登場的鋼彈，在劇中模仿著他人的武技取勝。
維京鋼彈（Viking Gundam）
新挪威MF，鋼彈武鬥決賽登場
駕駛員為艾里克·札·維京，以維京海盜為造型的鋼彈，下半身隱藏在巨大的船中，以槳為武器。
阿修羅鋼彈（Ashura Gundam）
新星加坡MF，鋼彈武鬥決賽登場
駕駛員為拉塞茲·達卡茲，有著六隻手臂的鋼彈，造型上參考的是佛教、印度教中的戰神阿修羅。
曼陀羅鋼彈（Mandala Gundam）
新尼泊爾MF，鋼彈武鬥決賽登場
駕駛員仍是參加過F.C.48年第十一屆機動武鬥大會的基拉爾·麥基雷爾，造型上半身造型為僧侶，下半身為一只巨鐘，手持錫杖以高出力推進器來移動。造型參考的是古鐘，與電影。
鬥牛勇士鋼彈（Matador Gundam）
新西班牙MF
新西班牙鬥士卡洛斯·安達爾西亞的座機，身體的設計為一只巨大的公牛頭為特色。
骷髏鋼彈（Skull Gundam）
新馬來西亞MF
駕駛員為加拉·加爾拉，身體設計為巨大的骷髏頭的鋼彈。
龍舌蘭鋼彈（Tequila Gundam）
新墨西哥MF
駕駛員為奇科·羅德里瑟斯，被閃光鋼彈擊毀，並在多蒙·卡修與蕾茵協助下脫離比賽。造型設計上為墨西哥牛仔。
低地鋼彈（Nether Gundam）
新荷蘭量產型MF，鋼彈武鬥決賽登場
駕駛員主要為魯特加·巴荷本，以風車為本體的鋼彈，攻擊是用風車轉動造成強大的風壓吹走敵人。
哥達爾鋼彈（Godarl Gundam）
新法國量產型MS
本機是新法國所屬的警備用量產型MS，主要用於新法國的國境警備工作，曾參與追捕脫獄的約翰·皮埃爾·米拉博所駕駛的幻想鋼彈。
法老鋼彈3世（Pharaoh Gundam Ⅲ）
新埃及MF
新埃及為在F.C.0016年舉辦的第三屆機動武鬥大會而專門開發的MF，並最終獲得該屆機動武鬥大會的冠軍。駕駛員為達哈爾·姆哈曼德。其後達哈爾·姆哈曼德繼續參加了第四屆機動武鬥大會，在決賽中慘敗給駕駛GF4-005NC 天龍鋼彈的新中國選手賽飛龍，達哈爾·姆哈曼德當場死亡。
法老鋼彈4世（Pharaoh Gundam IV）
新埃及MF
以埃及古代王室石棺上的法老王造型打造的鋼彈，此造型代代相傳，新埃及殖民地還有一隻巨大的人面獅身像高達。
駕駛員為達哈爾·穆罕默德。
過去駕駛員達哈爾曾在第三屆大會中為新埃及帶來優勝，卻不幸在第四屆大會決賽中被擊倒，同時駕駛艙也發生爆炸，達哈爾因此身亡
受到DG細胞的感染，不論經過多次戰鬥受損後，本機都會再次「復活」參賽，最終被閃光高達與天龍鋼彈聯手擊毀。
法老鋼彈13世（Pharaoh Gundam XIII）
新埃及於13屆大會參賽的MF。
駕駛員為卡烏拉·拉姆塞斯，在埃及受到被DG細胞感染的法老鋼彈4世攻擊，駕駛、組員身亡，機體被擊毀。
尖塔鋼彈（Minaret Gundam）
新土耳其MF。
新土耳其鬥士塞伊特·玫塞爾的座機，持熱能彎刀戰鬥的機體，造型上參考的是中亞的沙漠騎士，曾感染DG細胞，後被多蒙擊毀。
鐵木真鋼彈（Temjin Gundam）
新蒙古MF。
駕駛員為基·爾汗，在預賽中敗於巨星鋼彈而遭淘汰。
人魚鋼彈（Mermaid Gundam）
新丹麥量產型MF，鋼彈武鬥決賽登場
主要駕駛員為漢斯·霍爾加，少數可在水中作戰的MF，能變成魚型進行高速潛行。
雖然成功打進決賽，但卻因為後勤整備問題而導致越來越艱苦的戰鬥，最後敗於天龍鋼彈。
武器﹕三叉戟
螃蟹鋼彈（Kani Gundam）
新丹麥量產型MF，鋼彈武鬥決賽登場
人魚鋼彈的集結夥伴之一。
螯蝦鋼彈（Carb Gundam）
新丹麥量產型MF，鋼彈武鬥決賽登場
人魚鋼彈的集結夥伴之一。
比目魚鋼彈（Halibut Gundam）
新丹麥量產型MF，鋼彈武鬥決賽登場
人魚鋼彈的集結夥伴之一。
河童鋼彈（Kappa Gundam）
新丹麥量產型MF，鋼彈武鬥決賽登場
人魚鋼彈的集結夥伴之一。
魟魚鋼彈（Stingray Gundam）
新丹麥量產型MF，鋼彈武鬥決賽登場
人魚鋼彈的集結夥伴之一。
鮟鱇魚鋼彈（Anglerfish Gundam）
新丹麥量產型MF，鋼彈武鬥決賽登場
人魚鋼彈的集結夥伴之一。
章魚鋼彈（Octopus Gundam）
新丹麥量產型MF，鋼彈武鬥決賽登場
人魚鋼彈的集結夥伴之一。
眼鏡蛇鋼彈（Cobra Gundam）
新印度MF
新印度鬥士錢德拉·西吉馬的鋼彈，以眼鏡蛇為造型，下半身的眼鏡蛇身體可以纏住敵人，本體脫離後再給予敵人致命一擊。
萊卡鋼彈（Leica Gundam）
新加拿大MF
新加拿大為第十二屆機動武鬥大會專門開發的MF，駕駛員為奧迪克·奈加西瑪，其人是半棒術的達人。
史芬克斯鋼彈（Sphinx Gundam）
新埃及格鬥用試作型MA
新埃及所開發的大型MF，並不具有參加機動武鬥大會的資格，只作為秘密武器偽裝在新埃及的殖民衛星中，曾在對惡魔鋼彈作戰中登場。
斬擊鋼彈（Slash Gundam）
新德國MF
新德國為第十二屆機動武鬥大會專門開發的MF，駕駛員為日爾曼忍術達人摩爾根·安特萊布，主武器是誇稱命中率為120%的光束手裡劍。
飛毛腿鋼彈（Scud Gundam）
新伊拉克MS
新伊拉克（推定）為第十三屆機動武鬥大會專門開發的MF，在與GF13-006NA 巨星鋼彈的對戰中敗北。
火神鋼彈（Vulcan Gundam）
新希臘MF
新希臘為在F.C.0008年舉辦的第一屆機動武鬥大會而專門開發的MF，駕駛員為火神柔術的達人海洛達·迪奧尼索斯，在歷經一系列的戰鬥之後，最終獲得首屆機動武鬥大會的冠軍。自此以後，各國在選拔鋼彈鬥士時更注重機師的格鬥及射擊能力，不再僅限於在MS駕駛員中進行挑選。
無慮鋼彈（Gundam Freedom）
新美國MF
新美國為在F.C.0012年舉辦的第二屆機動武鬥大會而專門開發的MF，並最終獲得該屆機動武鬥大會的冠軍。駕駛員為菲亞·菲拉迪爾。
男爵鋼彈（Baron Gundam）
新法國MF
新法國為在F.C.0024年舉辦的第五屆機動武鬥大會而專門開發的MF，並最終獲得該屆機動武鬥大會的冠軍。駕駛員為費爾南德·洛瓦爾。
龍捲風鋼彈（Tornado Gundam）
新義大利MF
新義大利為在F.C.0028年舉辦的第六屆機動武鬥大會而專門開發的MF，並最終獲得該屆機動武鬥大會的冠軍。駕駛員為維多利奧·阿爾捷恩特。
凱薩鋼彈（Kaiser Gundam）
新德國MF
新德國為在F.C.0032年舉辦的第七屆機動武鬥大會而專門開發的MF，並最終獲得該屆機動武鬥大會的冠軍。駕駛員為沃爾夫·海因里希。
哥薩克鋼彈（Cossack Gundam）
新俄羅斯MF
新俄羅斯為在F.C.0036年舉辦的第八屆機動武鬥大會而專門開發的MF，並最終獲得該屆機動武鬥大會的冠軍。駕駛員為斯基列伊·基里諾夫斯。
大和鋼彈（Yamato Gundam）
新日本MF
通過修治黒須駕駛，在第7回Gundam Fight代表新日本，不尋常的它的時間移動戰鬥機，大和鋼彈缺乏任何武器保存兩光束劍和頭盔火神砲。相反的，大和鋼彈依靠修治黒須的門派技能，達到一定的性能。
密宗鋼彈（Tantra Gundam）
新尼泊爾試用型MF
本機是新尼泊爾為第十一屆機動武鬥大會而專門開發的MF。有著修行僧外貌的本機動作靈活，常常把對手玩弄於股掌之中。在第十一屆機動武鬥大會激烈的決勝戰中，駕駛員為基拉爾·麥基雷爾因受傷而導致雙目失明。
猛獁鋼彈（Mammoth Gundam）
新西伯利亞試用型MF
新尼泊爾代表的參賽鋼彈，在選拔賽中被密宗鋼彈擊敗。
蜘蛛鋼彈（Arachno Gundam）
新古巴MF
駕駛員為，弗蘭克·卡斯特羅，背部裝備有蜘蛛腳樣式的蜘蛛利爪，以怪力自豪的力量型鋼彈。
貴族鋼彈（Gundam Magnat）
新波蘭MF
新波蘭代表參賽的機體，駕駛員為伽爾什·瓦雷薩，機體開發技術跟其他國家相比還是十分遜色的，結果在復活淘汰賽中被新法國的薔薇鋼彈打敗。
幻想鋼彈（Mirage Gundam）
新法國MF
駕駛員為約翰·皮埃爾·米拉博，第13屆鋼彈武鬥大會新法國代表選拔賽中失去資格的MF，為了向薔薇鋼彈而降落地球，因為不是正式參戰的機體，所以沒準確的數據資料，但能力在薔薇鋼彈之上。
宙斯鋼彈（Zeus Gundam）
新希臘MF，鋼彈武鬥決賽登場
新希臘的參賽機體，駕駛員為馬基特·克洛諾斯，雖名為宙斯但實際形象比較類似太陽神赫利俄斯，乘坐馬車對敵人撞擊，或是在空中以錘子給敵人痛擊是其拿手招式。
九龍鋼彈（Koolong Gundam）
駕駛員為東方不敗。
九龍鋼彈作為東方不敗專用機，以強大格鬥力，為新香港獲得第十二屆盟主冠軍。主要武器是光束布，機體的強悍完全依賴駕駛員的操控。造型設計上參考的是兵馬俑。
宗師鋼彈（Master Gundam）
新香港MF，主要駕駛員：東方不敗（Master Asia）
本身是九龍鋼彈，在感染DG細胞後才變成宗師鋼彈。擁有兩根犄角與鮮紅色的翅膀，彷彿就是惡魔的化身，翅膀平時收攏可作為披風使用。本機與九龍鋼彈一樣是完全的格鬥機體，主要武器為光束布，但是手部可以發射出去襲擊敵人，彌補遠距離攻擊上的不足。造型上參考的是西洋惡魔與吸血鬼。
巨型宗師鋼彈（Grand Master Gundam）
駕駛員為宇留部。
巨型宗師鋼彈為石川將魔鬼鋼彈四天王使用DG細胞的力量與惡魔鋼彈的主動力爐結合後產生，擁有獅王爭霸鋼彈的身體、宗師鋼彈的上半身、天劍絕刀鋼彈的翅膀和爪子，尾巴為笑傲江湖鋼彈。
莫非（Murphy）
新美國量產型MS
本機是隸屬於新美國的可變MS，可由人型變形為直升飛機形態。機體的機動力雖然尚可，但武裝相當薄弱。
佩斯卡特莱（Pescatore）
水陸兩用量產型MS
新墨西哥所屬的水陸兩用量產型MS。作為水陸兩用型機體，本機的性能相對標準；武裝方面，裝備了火神炮、魚雷及機關炮等武器。新墨西哥曾動用本機追捕逃走了的GF13-049NM 龍舌蘭鋼彈。佩斯卡特在西班牙裏的意思是“捕魚”。
梵托瑪（Fantoma）
重機動型MF
新日本製造的重機動MA，機體規格是通常MF的4倍，並搭載了簡易的人機一體系統，主要由指揮官使用。機體肩部的導彈發射器火力十分強勁。本型機曾由烏魯貝少校駕駛，參加了惡魔鋼彈攔截作戰，但在惡魔鋼彈壓倒性的戰力面前迅速潰敗。
布希（Busshi）
宇宙用量產型MS
新日本所屬的量產型MS，也是新日本宇宙軍的主力MS。標準裝備是與本體連接的大型光束加農炮。
諾布希（Nobusshi）
宇宙用量產型MS
新日本所屬的量產型MS，廢墟化的新東京都廳周邊地區的防衛自警團也使用了本型機來抵抗死亡軍團，無奈由於數量懸殊過大而敗北。標準裝備是光束軍刀和光束槍。
巴·特勒（Butler）
訓練用試作型MS
新法國代表喬治·迪·山德的管家雷蒙德駕駛的訓練用試作型MS，主要用於跟喬治駕駛的薔薇鋼彈進行對戰練習，機體的運動性能相當出色。
死亡型騎兵（Death Army）
量產型MS
惡魔鋼彈生出的機體之一。單機性能非常低下，因此常常大部隊一起行動，採用人海戰術以數量來壓倒對手。本機所使用的武器是金棒型光束步槍，不僅可以射擊，還可用於格鬥，泛用性很高。除了諸多衍生機外，死亡軍團中也有模擬宗師鋼彈及天龍鋼彈的機體存在。
死亡野獸型騎兵（Dark Beast）
量產型MS
惡魔鋼彈生出的機體之一。其與死亡軍團的區別在於機體下身換裝了四腿裝置。由於有了4條腿，使得本機在廢墟化都市區域具有很高的機動性能。本機所採用的戰術與死亡軍團一樣，也是人海戰術。
死亡海用型騎兵（Dark Navy）
水中用量產型MS
惡魔鋼彈生出的機體之一。其與死亡軍團的區別在於機體下身換裝了水中推進用裝置，在水中的機動力很高。本機所使用的主武器是三叉戟，可進行電擊攻擊。
死亡空鳥型騎兵（Dark Birdie）
空中用量產型MS
惡魔鋼彈生出的機體之一。其與死亡軍團的區別在於機體換裝了飛行用裝置，使機體不僅機動力大為提高，還具備了飛行能力。飛行用裝置裏裝備了格鬥用爪臂，確保了本機的空中格鬥戰能力。與死亡軍團及其他衍生機種一樣，本機也是依靠數量的優勢來壓倒對手。
死亡用宗師鋼彈型騎兵（Dark Master）
量產型MS
死亡軍團的衍生機種之一，東方不敗為了將杜門誘惑進陷阱中而產生的機體，裝備了宗師鋼彈式樣的裝甲的推進翼，在裝甲收束狀態下與宗師鋼彈無異，另外這台機體也是由東方不敗所控制能夠發出像宗師鋼彈一樣的攻擊。
死亡用天龍鋼彈型騎兵（Dark Dragon）
量產型MS
死亡軍團的衍生機種之一，仿造天龍鋼彈所製造的機體，除了頭部以外幾乎與天龍鋼彈一樣，能夠發出高熱度的火焰，這台機體產生的數量十分多。
風雲再起（Fuunsaiki）
東方不敗愛駒，在東方不敗過身後，成為多蒙的愛駒。
本為九龍鋼彈（宗師鋼彈）的承載器，可變化為馬的型態，具有大氣圈突破的功能，駕駛員是東方不敗的同名愛駒：風雲再起。
後來多蒙為救愛人蕾茵而得到風雲再起的幫忙，最後去到宇宙，打敗惡魔鋼彈。
紅心國王鋼彈（King of Heart Gundam）
量產試作型可變MF
洗牌同盟四天王之一，由洗牌同盟的紅心之王所駕駛的謎之機體，東方不敗在洗牌同盟時代所使用的即是該機。本機的性能即使在洗牌同盟的搭乘機中也是數一數二的，特別是格鬥戰能力極強。從東方不敗後來的愛機GF13-001NHⅡ宗師鋼彈上約略可以看出本機的影子。如其名一樣，本機的MA形態類似於撲克牌裡的紅心。
葵扇皇后鋼彈（Queen the Spade Gundam）
量產試作型可變MS
洗牌同盟四天王之一，洗牌同盟的先代葵扇皇后紋章的持有者馬克斯·班茲所駕駛的謎之機體，擁有淩駕於一流機體的高超性能。本機的運動性極高，其MA形態具有飛行能力，形狀則類似于撲克牌中的黑桃；機體裝備的武器是短劍，擁有可射出無數的光刀的強力必殺技。在救出被DG細胞感染的奇波迪·克洛凱特並將葵扇皇后紋章傳承於其後消逝。
鑽石騎士鋼彈（Jack in Diamond Gundam）
量產試作型MF
洗牌同盟四天王之一，洗牌同盟的先代鑽石騎士紋章的持有者納修斯·基爾夏所駕駛的謎之機體，擁有淩駕於一流機體的高超性能。本機的機身被鑽石形的裝甲所包圍，MA形態類似於撲克牌中的鑽石；得意技是放出強大的火炎來攻擊敵人。在救出被DG細胞感染的喬治·迪·山德並將鑽石騎士紋章傳承於其後消逝。
梅花王牌鋼彈（Club Ace Gundam）
量產試作型可變MS
洗牌同盟四天王之一，洗牌同盟的先代梅花A紋章的持有者艾倫·李所駕駛的謎之機體，擁有淩駕於一流機體的高超性能，特別是機動力和格鬥性能相當出眾。機體的肩部裝備了梅花型的大型光束加農炮，可隨機師的出拳動作對敵進行攻擊；機體的MA形態類似于撲克牌中的梅花。在救出被DG細胞感染的賽采之並將梅花A紋章傳承於其後消逝。
黑色小丑鋼彈（Black Joker Gundam）
量產型MS
洗牌同盟四天王的領導、也是洗牌同盟中唯一的女性先代黑色小丑紋章的持有者特麗斯·斯雷格伊雷夫所駕駛的謎之機體，得意技是使用光之鎖來攻擊敵人。本機是洗牌同盟的成員所使用的MS中，唯一沒有搭載變形機構的機體。在救出被DG細胞感染的阿爾戈·高爾斯基並將黑玖卡紋章傳承於其後消逝。
天劍絕刀鋼彈（Gundam Heaven's Sword）
惡魔鋼彈四天王之一
駕駛員：米基洛·查里奧特（Michelo Chariot）
以鳥為造型的鋼彈，擁有制空權的機體。
獅王爭霸鋼彈（Grand Gundam）
惡魔鋼彈四天王之一
主要駕駛員：捷恩特·查普曼（Gentle Chapman）
體型巨大的重火力鋼彈，擅長以體重將對手壓扁。
笑傲江湖鋼彈（Walter Gundam）
惡魔鋼彈四天王之一
主要駕駛員：阿莉比·比亞茲利（Allenby Beardsley）
一度被旭日鋼彈擊退，最終於黃潤發親自駕駛時被神鋼彈風雲再起擊毀。造型設計為一顆球，機械獸般的鋼彈。
鋼彈頭（Gundam Head）
量產型MS
在基亞拿高地再生進化的惡魔鋼彈所產生的新產物，密集的分佈在地下以及惡魔鋼彈身邊，主要起偵查、守衛作用，能夠發出高強力的光束射線也能以身體發動攻擊。但頭部被粉碎的話就會失去戰鬥性能。
惡魔鋼彈（究極鋼彈）（Devil Gundam (Ultimate Gundam)）
原駕駛員為恭志·火州
由火州博士所開發的究極鋼彈，具備自我再生、增殖、進化的機械生物，體型是一般鋼彈的數十倍之巨。因為墜落地球的時候受到過大的衝擊，使原本植入的「地球再生機能」變化，成為「消除地球的威脅」，而地球的威脅被惡魔鋼彈認定為人類，呑噬恭志，令恭志不得不把記憶、精神意識轉移到舒瓦茲。曾一度被多蒙擊毀，但三番四次以人為的力量復活，作為實現野心的道具。
本體的火力雖然強大，但是最致命的是自我增殖機能製造出來大量的「死亡軍團」，還有如蛇般從地底竄出的「鋼彈頭」，能造成大範圍的人類屠殺。

## 鋼彈武鬥
鋼彈武鬥（Gundam Fight，GUNDAM擂台）是在本作出現的虛構比賽。鋼彈武鬥在本作中，是為了避免戰爭，各國決定以一場鋼彈武鬥來決定各國家（殖民星）對地球的統治權。比賽每四年一度，以地球為擂台，每個國家派出一位代表參賽，一對一以GUNDAM對戰，直至只有一名勝利者。勝利者所屬國家可擭得各殖民星國及地球管理權四年，直至另一個國家在下一次GUNDAM對決獲勝；目前可以得知第三屆鋼彈武鬥勝利者為新埃及的法老王四世鋼彈，第七屆鋼彈武鬥勝利者為新德國的凱薩鋼彈，第九至十一屆彈武鬥勝利者為新英國的不列顛鋼彈，第十二屆鋼彈武鬥勝利者為新香港的九龍鋼彈。

### 勝利者
在本作中，唯一的勝利者是新日本的多蒙·卡修，他使用了神GUNDAM成功勝出，但似乎因为石川引起的惡魔鋼彈骚动，令四年各殖民星國及地球管理權化为乌有。而在官方出版的設定集中，於本作開始前的各屆大會共有十位冠軍。分別是：
第一屆大會：新希臘-火神鋼彈
第二屆大會：新美國-自由鋼彈
第三屆大會：新埃及-法老鋼彈三世
第四屆大會：新中國-飛龍鋼彈(即本作新中國選手賽采之祖父)
第五屆大會：新法國-男爵鋼彈
第六屆大會：新義大利-旋風鋼彈
第七屆大會：新德國-凱薩鋼彈(外傳漫畫《機動武鬥傳7th》)
第八屆大會：新俄羅斯-哥薩克鋼彈
第九至十一屆大會：新英國-不列顛鋼彈(即本作新英國選手查普曼紳士，同時為鋼彈武鬥史上首位三連霸選手)
第十二屆大會：新香港-九龍鋼彈(即本作新香港選手東方不敗)
第十三屆大會：新日本-神高達(即本作新日本選手杜門·卡遜)

### 鋼彈武鬥（Gundam Fight）規則
第一條 機體頭部被破壞者，喪失資格。
第二條 不得攻擊或者破壞對手駕駛艙。
第三條 頭部以外的損傷可以無限次修復，並且以進入最終決戰為目標。
第四條 高達武鬥家必須確實保護自己的鋼彈。
第五條 以一對一戰鬥為原則。
第六條 代表國家的鋼彈武鬥家，不得有污損其國家威信與名譽的行為。
第七條 以地球為戰場。
第一條補充 因GUNDAM武鬥導致武鬥家傷亡，認定為比賽中的意外過失。
第七條補充 因GUNDAM武鬥所造成建築物的破壞，不需追究其罪。

## 特殊用語

### 戰鬥裝
駕駛員使用體感操作系统時所穿著的特殊套裝。操縱者須先脫光衣服、以裸體狀態下進行穿著，機器從頭上下降透過特殊薄膜包覆成套裝。穿著時因為壓力可能會有一定的痛苦和負擔。戰鬥裝的造型依照操縱者的國家而設計，通常象徵國家的形式較多。

### 撲克同盟
由在來自世界各地的有志之士組成的秘密組織，組織成員們分別象徵著撲克牌中的紅心、葵扇、階磚、梅花、小丑，故以撲克同盟著稱，成員們大多以守護地球和平與秩序為最終目的在世界角落默默努力的奮鬥著，據傳人類歷史上所有毀滅性的戰爭，都是由撲克同盟在背後插手干涉才得以阻止人類滅絕的危機，是從人類有歷史以來便一直存在的組織，在《機動武鬥傳G GUNDAM》中繼承撲克同盟的成員分別來自新日本、新中國、新美國、新俄羅斯、新法國。

### 香港元素
- 本作中滲入大量的「香港元素」，這是由於導演今川泰宏個人對於香港電影的興趣[1]，尤其是徐克的作品。動畫中的人物、招式取了不少徐克作品的名字，如：

- 主角的师父名为“東方不敗”，為電影《笑傲江湖二之東方不敗》同名主角；而長辮加清裝，則來自徐克的「黃飛鴻系列」主角黃飛鴻。
- 东方不败的爱马取名“風雲再起”，名稱來自電影《東方不敗之風雲再起》；
- 新中国选手賽采之的天龙鋼彈最终绝招名为“真．流星胡蝶剑”，為仿照已故著名武俠小説家古龍作品《流星·蝴蝶·劍》，1993年此作品有改篇電影《新流星蝴蝶劍》 ；
- 流派东方不败的招式之一为“超級霸王電影彈”；
- 受DG细胞感染进化而成的惡魔鋼彈四天王除了宗師鋼彈以外的三部鋼彈名稱分别为：
  - “笑傲江湖”（但日本相關資料常誤植為「笑『倣』江湖」）：取自金庸原著、徐克監製的《笑傲江湖》電影系列；
  - “獅王争霸”：取自徐克執導的電影《黃飛鴻之三：獅王爭霸》；
  - “天劍絕刀”：《天劍絕刀》是60年代武俠電影，1993年電影《武俠七公主》中亦有「天劍絕刀」的概念；

- 第45集中東方不敗死亡時，劇末字幕中一句「血染東方一片紅」，源於電影《東方不敗之風雲再起》英文名「THE EAST IS RED」。
- 新香港首相、「笑傲江湖鋼彈」的第二任機師名為「黃潤發」，源自黃飛鴻與香港演藝名人周潤發；造型則來自周潤發主演的《英雄本色》主角李馬克（MARK哥），而黃潤發愛好巧克力的習慣，是來自周潤發主演的《賭神》高進一角。
- 東方不敗傳授多蒙·卡修東方不敗流派奧義「石破天驚拳」，名稱來自金庸武俠小說《俠客行》的主角「石破天」。
- 東方不敗的十二王方牌大車併，日文發音是香港某句粗口的諧音。但實際上是來自臺灣滾石唱片發行的滾石第一流臺灣歌12王牌大車拼。

- 劇中曾經出現粵語插曲，如「戰鬥男孩」，是日本方面和香港唱片公司雅樂合作的原創歌曲，由被稱為「香港兒歌之父」的韋然作詞[2]，但曾經遭香港觀眾誤以為「篡改日本原裝動畫歌曲」而向電視台投訴。

### 其他元素
- 神高達絕技「爆熱神掌」，手勢來自中的問候手勢：瓦肯舉手禮。

## 相關作品
漫畫
- Mobile Fighter G Gundam: 7th Fight
- 超級！機動武鬥傳G鋼彈

遊戲
- (超級任天堂)機動武鬥傳G高達
- (PlayStation)機動武鬥傳G高達

關連遊戲
- (PlayStation/SEGA Saturn)超級機器人大戰F
- (PlayStation 3)鋼彈無雙
- (XBOX360)鋼彈無雙インターナショナル
- (PlayStation 2)鋼彈無雙SPECIAL
- (PlayStation 2)超級機器人大戰IMPACT
- (PlayStation 2/PlayStation 3/XBOX360)鋼彈無雙2
- (PlayStation 3/XBOX360)鋼彈無雙3
- (Wii)超級機器人大戰NEO
- (PlayStation 4/Nintendo Switch)超級機器人大戰T
- (PlayStation 5/Nintendo Switch/Steam)超級機器人大戰Y

設定集
- GUNDAM WEAPONS機動武鬥傳設定集

## 外部連結
- 機動武闘伝Gガンダム（サンライズ） （页面存档备份，存于）